# Усмішки Нечипорівки
«Усмішки Нечипорівки» — радянський художній фільм 1982 року, знятий режисером Олегом Біймою на студії «Укртелефільм».

## Сюжет
Давним-давно в одному селі відпочивав стомлений мандрівник. Звали його Нечипором. І ось Нечипор уві сні побачив, як дівчата подарували йому скриньку. А вздовж скриньки виявився скрипковий ключ. Він і став символом Нечипорівки. І село назвали на честь його творця – Нечипорівкою.

## У ролях
- Микола Гринько — Нечипор
- Марія Капніст — Секлета
- Людмила Лобза — Солоха
- Галина Ковганич — Василина
- Іван Попович — Іван
- Наталія Пойченко — Марійка
- Назарій Яремчук — моряк
- Ніна Ільїна — Оксана
- Юрій Гусєв — Юрко
- Валентин Реус — Сидір
- Олександр Толстих — мешканець Нечипорівки
- Ніна Реус — мешканка Нечипорівки
- Сергій Свєчников — фотограф
- Тетяна Слобідська — мешканка Нечипорівки
- Алла Усенко — мешканка Нечипорівки
- Микола Гудзь — мешканець Нечипорівки
- Сергій Іванов — Нечипор, агроном, ведучий концерту
- Лілія Сандулеса — гостя Нечипорівки

## Знімальна група
- Режисер — Олег Бійма
- Сценарист — Олег Бійма
- Оператор — Олександр Мазепа
- Художник — Віталій Ясько